# عبدالرزاق العرادي
عبدالرزاق العرادي (مواليد 14 سبتمبر 1958)، هو سياسي ورجل أعمال ليبي مولود بالعاصمة طرابلس.

## حياته

### حياته التعليمية
- في عام 1983 حصل على شهادة البكالوريوس في العلوم، هندسة كهربائية من جامعة ويسكونسين ماديسون، بالولايات المتحدة الأمريكية.
- في عام 1984 حصل على شهادة الماجستير في العلوم، هندسة كهربائية من جامعة بريدج بورت بالولايات المتحدة الأمريكية.
- في عام 1998 حصل على شهادة الماجستير في إدارة الأعمال من جامعة عدن باليمن.

### حياته السياسية
أعلن تأييده ودعمه لمطالب ثورة 17 فبراير 2011 ضد نظام معمر القذافي وعين عضوا بالمجلس الوطني الإنتقالي الذي تشكل بعيد اندلاع أحداث ثورة ليتولى قيادة البلاد بتوافق محلي بين المنتفضين.

## المناصب
- عضو في جمعية رجال الأعمال الليبيين
- عضو بالمجلس الوطني الإنتقالي سابقا من فبراير 2011 إلى أغسطس 2012.[5]
- عضو مجلس إدارة الغرفة التجارية طرابلس.
- مدير إدارة الدراسات والتخطيط بوكالة الطاقة الذرية (يونيو 1988 – مايو 1991).
- رئيس شركة المنارة للتجارة (مايو 1992 - مايو 1994).
- رئيس مجلس إدارة شركة مصادر جيتكو ريسورسس (مايو 1998 - يونيو 2004).
- رئيس مجلس إدارة شركة البوادي للحبوب (يونيو 2004 - ديسمبر 2006).
- رئيس مجلس الإدارة لشركة آكام القابضة (يناير 2007 حتى الآن).
- عضو ملتقى الحوار السياسي الليبي (2020-2021).[6][7]

## الكتب
| الاسم                                                                              | دار النشر                    | تاريخ النشر | عدد الصفحات | ردمك ISBN            | المصدر      |
| ---------------------------------------------------------------------------------- | ---------------------------- | ----------- | ----------- | -------------------- | ----------- |
| عملية فجر ليبيا: مقدماتها وسياقاتها .. صفحات من وقائع الثورة المضادة               | مركز الجزيرة للدراسات        | 2021        | 156         | (ردمك 9786257297639) | [ 8 ] [ 9 ] |
| الثورة الليبية .. مفاصل وتداعيات                                                   | ابن كثير                     | 2021        | 330         | (ردمك 9789959420732) | [ 10 ]      |
| عملية فجر ليبيا: مقدماتها و سياقاتها، صفحات من وقائع الثورة المضادة (الجزء الثاني) | مركز الجزيرة للدراسات        | 2022        | 155         |                      | [ 11 ]      |
| خمس شداد .. من أجل الحرية ولها                                                     | ابن كثير                     | 2021        | 438         | (ردمك 9789959116024) | [ 12 ]      |
| ليبيا ... صراع الحرية والاستبداد                                                   | أطلس للنشر والإنتاج الإعلامي | 2021        | 352         |                      | [ 13 ]      |